# 범불안장애
범불안장애(汎不安障碍, generalized anxiety disorder, GAD)는 불안장애(anxiety disorder)의 한 종류로, 어떤 사건이나 활동에 대한 과도하고 통제하지 못하며 비이성적일 수도 있는 걱정을 말한다. 이러한 걱정은 일상생활에 지장을 준다. 범불안장애를 지닌 사람들이 걱정하는 주된 주제에는 건강, 재정, 죽음, 가족, 인간관계, 직업이나 학업, 미래의 불확실성, 신체적 질병에 관한 것 등이 있다. 증상으로는 과도한 걱정, 초조, 수면 문제, 기력소진, 신경과민, 땀흘림, 몸떨림 등이 있다. 이러한 종류의 불안은 전반적이고 다양한 주제로 이리저리 옮겨다닌다 하여 부동불안(浮動不安; free-floating anxiety)이라고 불리기도 한다.

## 사례
30대 주부인 L씨는 왠지 늘 불안하고 초조하다. 그녀는 하루하루를 무언가 불길한 일이 벌어질 것 같은 막연한 걱정으로 안절부절 못하는 긴장 상태에서 살고 있다. 가족이 사고를 당하지 않을까, 주변 사람들이 자신을 싫어하지 않을까, 내가 만든 음식이 맛이 없으면 어쩌나, 가전제품이 고장나면 어떡하나 등, 일상생활 전반에 대한 크고 작은 걱정들이 L씨를 늘 피곤하게 만드는 것들이었다.

## 진단

### DSM-5 기준
미국정신의학협회(American Psychiatric Association, APA)에서 발간하는 정신질환 진단 및 통계 편람(Diagnostic and Statistical Manual of Mental Disorders)의 2013년판인 DSM-5에 의하면, 범불안장애 진단 기준은 다음과 같다.
A. 과도한 불안(anxiety)이나 근심(worry)이 최소 6개월 이상 지속되며, 걱정거리(concern)가 많다.
B. 걱정을 통제하기가 어렵다
C. 다음의 7개 증상 중 3개 이상이 나타난다(아동에게는 1개 이상이면 됨)
- 초조(restlessness)
- 쉽게 피로해짐(fatigability)
- 집중 곤란(concentrating problem)
- 신경 과민(irritability)
- 근육 긴장(muscle tension)
- 수면 곤란(difficulty with sleep)

• 극심한스트레스유발 (Causes extreme stress)
D. 직장생활, 학업, 사회생활에서 괴로움을 느낀다.
E. 증상이 약물 남용이나 기타 약물 처방 등으로 인하여서 발생한 것이 아니다.
F. 공황장애(panic disorder)와 같은 정신질환 증상에 가까운 것이 아니다.
DSM-5에서의 진단기준은 2004년판과 비교하여 큰 변동 사항은 없으며 약간의 단어들이 바뀐 것에 그쳤다.

### ICD-10 기준
국제질병분류(International Statistical Classification of Disease) 제10판(ICD-10)은 DSM-5와는 다른 진단 기준을 제시한다.
A. 일상 사건이나 문제에 대하여 최소 6개월 동안 지속적인 긴장, 걱정, 우려가 지속된다.
B. 다음 증상들 중 최소 4개 이상이 나타나야 하며, (1)-(4)의 증상 중 1개 이상이 포함되어야 한다.

- 자율신경계 각성 증상(Autonomic arousal symptoms)

(1) 심계항진(palpitations) 혹은 심장 두근거림(pounding heart) 혹은 심박수 증가(accelerated heart rate)

(2) 땀 흘림(sweating) 

(3) 떨림(trembling) 혹은 진전(shaking) 

(4) 입 마름(dry mouth)(약물이나 탈수증 때문이 아님) 

- 흉부 및 복부 관련 증상(Symptoms concerning chest and abdomen)

(5) 숨쉬기 어려움(Difficulty breathing) 

(6) 질식되는 듯한 느낌(Feeling of choking) 

(7) 흉통이나 불편함(Chest pain or discomfort)

(8) 메스꺼움 혹은 복통(Nausea or abdominal distress) (예 : 배가 뒤틀리는 듯함)
- 뇌 및 정신 관련 증상(Symptoms concerning brain and mind)

(9) 아찔함, 휘청거림, 실신감, 어지러움을 느낌(Feeling dizzy, unsteady, faint or light-headed)

(10) 사물이 비현실적이거나(비현실감) 자신이 어딘가 동떨어져 있거나 이곳에 있지 않다는 느낌(이인감)을 받음(Feelings that objects are unreal (derealization), or that one's self is distant or "not really here"(depersonalization))

(11) 통제 상실, 미칠 것 같은 느낌, 졸도할 것에 대한 두려움(Fear of losing control, going crazy, or passing out)

(12) 죽음에 대한 두려움(Fear of dying)
↵(13) 자살충동(uicidal ideation).
.일반 증상(General symptoms)

(13) 열감 혹은 냉감(Hot flashes or cold chills)

(14) 마비 혹은 쑤시는 느낌(Numbness or tingling sensations)

- 긴장 증상(Symptoms of tension)

(15) 근육 긴장 혹은 쑤시고 아픔(Muscle tension or aches and pains)

(16) 안절부절 못하고 이완되지 못함(Restlessness and inability to relax)

(17) 상기되거나 안달나거나 정신적 긴장을 느낌(Feeling keyed up, or on edge, or of mental tension)

(18) 인후에 응어리가 있는 느낌 혹은 삼키기 어려움(A sensation of a lump in the throat or difficulty with swallowing)

- 기타 통증(Other non-specific symptoms)

(19) 작은 일에도 지나치게 과민하게 반응하거나 놀라함(Exaggerated response to minor surprises or being startled)

(20) 걱정이나 불안으로 집중 혹은 마음 비우기가 어려움(Difficulty in concentrating or mind going blank, because of worrying or anxiety)

(21) 지속적인 신경질(Persistent irritability)

(22) 걱정으로 인한 수면의 어려움(Difficulty getting to sleep because of worrying)

C. 장애가 공황장애(panic disorder)(F41.0), 공포성 불안장애(phobic anxiety disorders)(F40.-), 강박장애(obsessive-compulsive disorder)(F42.-) 혹은 건강염려성 장애(hypochondriacal disorder)(F45.2)의 기준에 부합하지 않는다.
D. 가장 일반적으로 사용되는 배제기준(exclusion criteria)은 다음과 같다. 갑상선항진증(hyperthyroidism)과 같은 신체적 장애, 기질정신장애(organic mental disorder)(F0), 암페타민(amphetamine) 과도 복용이나 벤조디아제핀(benzodiazepine) 금단 증상과 같은 정신활성물질관련장애(psychoactive substance-related disorder)(F1)로 인하여서 지속되는 것이 아니다.

## 위험요인

### 유전, 가족, 환경
유전과 불안장애 간의 관계는 연구가 진행 중이다. 학계에서는 범불안장애의 근본 요인으로서 유전적 요소가 존재하는 것을 인정하지만, 이러한 유전 기반은 완전히 인정받는 것은 아니다. 추후 연구가 필요한 유전자좌(genetic locus)를 발견하였지만, 범불안장애를 일으키는 것으로 밝혀진 유전자는 없다. 그럼에도 유전적 요소는 범불안장애로 발전하거나 범불안장애 관련 뇌 영역의 구조적 변화를 일으킬 위험이 상대적으로 더 크게
하거나, 특정 치료 방식에 반응을 더 하거나 덜 하는 것에 관여한다고 본다. 범불안장애 발전에 관여하는 유전적 요소는 범불안장애를 야기하는 환경적 요소들의 차원에서 논의된다.(예 : 인생 경험, 스트레스 지속 등) 범불안장애의 유전적 기반을 규명하는 기존 방식으로는 가족 연구와 쌍둥이 연구가 있다. 범불안장애를 포함한 불안장애를 갖고 있는 환자에 대한 채택연구(adoption study)에 대하여 잘 알려진 것은 없다. 가족 및 쌍둥이 연구의 메타분석에서, 유전적 요소가 있다는 강력한 증거가 있으며, 범불안장애는 1촌 이내 친족에서 발생 가능성이 높다는 것이 밝혀졌다. 쌍둥이 연구에서도 범불안장애와 중증우울장애(major depressive disorder, MDD) 간의 유전적 연결성이 있다는 것이 밝혀졌다. 이는 중증우울장애가 범불안장애 환자에게서 흔히 발생한다는 것을 의미한다. 범불안장애 환자가 중증우울장애도 함께 가지고 있을 확률은 60% 정도라고 분석되어 왔다. 범불안장애가 공황장애(panic disorder)나 사회불안장애(social anxiety disorder) 등의 불안장애(anxiety disorder)에 속한다고 하였을 때, 유전자 연구에서는 불안장애 유발에 있어 유전적 요소가 공헌하는 비율은 30-40%에 불과하다는 것으로 밝혀졌다. 이는 환경적 요소가 범불안장애 발달 여부를 결정하는데 더 중요하다는 것을 시사한다. 범불안장애 발달에 끼치는 환경적 요소의 영향력과 관련하여, 부모의 불안 관련 행동들이 아이의 행동 모방에 영향을 미친다는 점에서, 부모들의 양육에서 드러나는 행동이 중대한 영향력을 미친다는 것을 보여왔다. 또한 범불안장애 환자들은 살면서 자잘한 스트레스 관련 사건들을 많이 겪었으며, 개인의 성격이나 성향과는 상관 없이 스트레스를 유발하는 사건의 횟수가 범불안장애 유발에 있어 중요하다는 것도 규명해 왔다.
범불안장애 유발에 관여할 것으로 추정하는 유전적 인자에 대한 연구에서는, 편도체(amygdala)와 같은 잠재적 위협을 감지하는 뇌조직에 관여하는 유전자와, 불안장애에 관여하는 신경전달물질(neurotransmitter)과 신경전달물질수용체(neurotransmitter receptor)에 관여하는 유전자 간의 관계를 규명해 왔다. 특히, 범불안장애 유발과의 관계와 관련하여 연구되고 있거나 치료 응답(treatment response)과 유관하다고 밝혀진 유전자는 다음과 같다.
- PACAP (A54G 다형현상): 벤라팍신(Venlafaxine) 치료 6개월 후 차도가 있었다는 것은, A54G 다형현상(polymorphism)과의 유의미한 관계가 있음을 보여준다.(Cooper et al. (2013))
- HTR2A 유전자 (rs7997012 SNP G 대립형질): HTR2A 대립형질(allele)은 6개월간의 벤라팍신 치료에 대한 반응과 관련하여 불안증상이 유의미하게 감소한 것과 관련되어 있음을 의미한다. (Lohoff et al. (2013))
- SLC6A4 프로모터 부위 (5-HTTLPR): 세로토닌(Serotonin) 운반체 유전자(transporter gene)는 6개월의 벤라팍신 치료에 반응하여 불안 증상이 유의미하게 감소한 것과 관련되어 있다는 것을 의미한다. (Lohoff et al. (2013))

## 치료
기존 치료 방식으로는 크게 심리치료와 약물치료가 있다. 이외에도, 보완대체의학(complementary and alternative medication, CAM), 뇌 자극, 운동, 마사지 치료, 기타 추후 연구가 필요한 치료법이 있다. 치료 방식들은 반복적으로 활용하거나 그럴 수 있으며, 환자는 심리치료(psychological therapy)나 정신치료(psychotherapy), 약물치료를 받을 수 있다. 인지행동치료(cognitive behavioral therapy, CBT)와 같은 심리치료나 선택적세로토닌재흡수억제제(SSRI)와 같은 약물들이 모두 불안을 줄여주는데 효과적인 것으로 드러났다. 인지행동치료와 약물치료를 벙행하는 것이 가장 적절한 치료법으로 알려져 있다. 극도의 불안을 줄여주는 약물은 환자가 인지행동치료를 잘 받게 해주는데 있어 중요하다.

### 심리치료
심리치료는 다양한 형태의 치료법이 있는데, 이들 치료법들은 의식과 무의식의 활동에 대한 통찰을 얻게 하는 방법에 기반을 두고 있으며, 인지와 행동 간의 관계에 대해 주목하기도 한다. 인지행동치료(CBT)는 범불안장애에 일선적 심리치료법으로 널리 알려져 있다. 또한 이런 심리치료들은 개인 혹은 집단 치료 환경에서 수행된다. 개인 치료와 집단 치료 모두 범불안장애에 효과적이라고 하지만, 개인치료가 장기적인 치료가 되는 경향이 있다.

#### 정신역동치료
정신역동치료(Psychodynamic therapy)는 프로이트학파 심리학에 기반한 것으로, 환자가 무의식 속에서 의식적 무의식적 요소 사이에 존재하는 갈등을 해소하는 여러 요소들을 탐색하도록 치료자가 도와준다. 범불안장애에서, 불안에 대한 정신역동적 이론은, 분노나 적개심과 같은 감정이 사회고립이나 기타 자신에 대한 부정적인 속성을 일으킬까봐 이를 피하기 위한 방어기제(defense mechanism)으로서 무의식이 걱정을 불러일으킨다고 본다. 따라서 정신역동치료에서는 걱정의 본질을 탐색하려고 하며, 이를 통해 범불안장애에서는 환자가 걱정을 방어기제로 사용하는 무의식적 행동을 바꾸어서 범불안장애 증상을 줄여나가고자 한다. 변형치료법으로는 최근 버전으로 단기불안유발심리치료(short-term anxiety-provoking psychotherapy, STAPP)가 있다.

#### 행동치료
행동치료(Behavioral therapy)는 불안이란 고전적 조건형성(classical conditioning, 특정 반응을 유도하지 못하는 자극(중성자극, 조건자극)과 특정 반응을 무조건적으로 유도하는 자극(무조건자극)과 결합시켜 동시에 제공, 이후 중성자극만으로도 반응을 유발할 수 있을 때까지 반복하는 것, 파블로프 개 실험 사례)를 통하여 습득되고, 조작적 조건형성(operant conditioning, 어떤 반응에 대하여 선택적으로 보상함으로써 그 반응의 발생 확률을 높이거나 낮추는 것)으로 유지된다는 전제를 기본으로 한다. 예를 들어, 하나 혹은 그 이상의 부정적 경험을 얻게 되고, 그러한 공포를 유발하는 경험을 회피하여 불안을 피할 수 있다는 사실을 발견함으로써, 부정적 경험과 비슷한 경험을 회피하는 행위를 계속 하게 된다. 따라서 행동치료는 개인이 조건반응(conditioned response) 혹은 조건행동(conditioned behavior)을 재습득하고, 이를 통해 조건반응이나 공포 혹은 불안이란 것이 되어, 부적응적 행동(maladaptive behavior)을 유발한 행동들에 도전하도록 한다.

#### 인지치료
인지치료(Cognitive therapy, CT)는 불안은 부적응적 신념이나 사고방식의 결과물이라는 것을 전제로 한다. 따라서 인지치료는 환자가 이성적인 사고방식을 알아내고 인지적 왜곡(cognitive distortion)과 같은 부적응적 사고 패턴(maladaptive thinking pattern)을 건강한 사고 패턴으로 대체하도록 도움을 준다. 환자는 객관적 증거나 시험적 가설(test hypothesis)이 무엇인지를 알고, 부적응적 사고 패턴을 알아내어 이러한 패턴에 도전하고 이를 건강한 것으로 대체하는 것을 배운다.

#### 수용전념치료
수용전념치료(Acceptance and commitment therapy, ACT)는 수용기반모델(acceptance-based model)에 기반을 둔 행동치료(behavioral treatment)이다. 수용및전념치료는 다음과 같은 세 치료적 목표를 달성하기 위하여 고안된다.

(1) 감정, 사고, 기억, 감각을 회피하도록 하는 회피전략의 사용 빈도를 줄인다.

(2) 사고에 대한 축자적 반응(literal response)를 줄인다.(예를 들어, '나는 가망이 없다'고 생각한다고 해서 실제로도 정말로 가망이 없는 상태는 아니라는 것을 이해하게 함)

(3) 자신의 행동을 바꾸는데 전념(commitment)하는 것을 유지할 수 있는 능력을 키운다.
이런 목표를 달성하는 것은, 발생하는 사건들을 통제하려고 노력하는 것을, 목표 달성에 필요한 행동에 전념하고 나아가 행동을 바꾸고 인생의 유의미한 방향과 목표에 집중하는 것으로 전환함으로써 가능하다. 수용및전념치료는, 목적에 주목하고 현재에 머물며 판단하지 않는 방식의 마음챙김(mindfulness), 그리고 통제 불가한 사건들을 다루고 가치 실현에 필요한 행동으로 옮기는 것에 필요한 수용(accepatance) 기술, 즉 계속 접촉을 유지하려는 열린 마음가짐을 갖도록 가르친다. 다른 치료법들처럼, 수용및전념치료도 약물치료와 병행하면 효과가 극대화된다.

#### 불확실성에 대한 인내력 부족 치료
불확실성에 대한 인내력 부족(Intolerance of uncertainty, IU)은 불확실하고 모호한 사건들에 대하여 발생 가능성과는 상관없이 끊임없이 부정적으로 반응하는 것을 말한다. 불확실성에 대한 인내력 부족 치료(Intolerance of uncertainty therapy, IUT)는 범불안장애 환자들에 대한 독립형 치료법이다. 인생의 불확실성을 견디고 다루고 수용함으로써 불안을 줄여나가는 능력을 키우는 데에 주목한다. 이 치료는 심리교육(psychoeducation)의 심리적 요소, 걱정 인지, 문제해결 훈련, 걱정의 유용성에 대한 재평가, 가상 노출(virtual exposure) 떠올리기, 불확실성 인식, 행동 노출(behavioral exposure)에 기반을 두고 있다. 연구를 통해, 이 치료법은 범불안장애 환자들이 후속 관찰 기간(follow-up period)에서도 계속 진전을 보인다는 것이 증명되었다.

#### 동기강화상담
범불안장애 치료 효과를 높이기 위한 혁신적인 방안은 인지행동치료와 동기강화상담의 병행이다. 동기강화상담(Motivational interviewing, MI)은 환자의 내적 동기를 증폭하고 치료로 인하여 갖게 될 변화에 대한 모순감정을 줄여나가는 것을 목표로 하는 환자가 중심이 된다. 다음과 같은 네 가지로 구성된다.
(1) 공감 표현

(2) 현재 하고 싶어하지 않는 행동과 그 행동과는 별개인 자기만의 가치관 사이의 갈등을 고양시킴

(3) 직면보다는 저항한다는 마음으로 행동

(4) 자기효능감(self-efficacy) 고양

환자에게 자유롭게 질문하고 답변을 경청하며 변화에 관한 이야기(change talk)를 이끌어 내어서 변화가 갖는 장단점을 환자와 이야기하는 것을 기본으로 한다. 인지행동치료 단독보단 인지행동치료와 동기강화상담 병행이 더 효과적이라는 연구도 있다.

#### 인지행동치료
인지행동치료(Cognitive behavioral therapy, CBT)는 범불안장애 치료에 효과를 보이는 심리치료로서 인지치료와 행동치료를 결합한 것이다. 불안을 일으키는 비이성적 사고를 알아차리고 이론 검증(hypothesis testing)과 저널링(journaling)과 같은 인지 기법(awareness technique)에 참여하여 역기능적 사고 패턴(dysfunctional thinking pattern)에 도전하도록 하는 것이 목적이다. 인지행동치료는 걱정과 불안을 다루는 연습이기에, 걱정이나 불안, 자동적 부정적 사고 패턴을 찾아내게 하는 개입 기법들이 많다. 이런 개입 방식으로는 불안 다루기 훈련(anxiety management training), 인지 재구축(cognitive restructuring), 단계적 이완(progressive relaxation), 상황적 노출(situational exposure), 자아 통제 둔화(self-controlled desensitization)가 있다.
기타 치료법으로는 다음과 같다.
- 이완 기법(Relaxation techniques)(예 : 이완 심상법relaxing imagery, 명상 이완meditational relaxation)
- 메타인지치료(Metacognitive Therapy, MCT): 걱정에 관한 사고 패턴을 바꾸어서 걱정이 대처전략(coping strategy)으로 사용되지 않도록 하는 것이 목표이다.
- 마음챙김기반스트레스경감(Mindfulness based stress reduction, MBSR)
- 마음챙김기반인지치료(Mindfulness based cognitive therapy, MBCT)
- 지지치료(Supportive therapy) : 인지를 늘리기 위하여 치료자가 환자에게 공감과 수용을 보이는 칼 로저스(Carl Rogers) 학파의 방식(Rogerian method)이다. 적극적 지지치료의 변형으로는 게슈탈트 치료(Gestalt therapy), 교류분석(Transactional analysis), 카운슬링(Counseling)이 있다.

### 약물치료
FDA 승인 약물은 다음과 같다.

- 선택적 세로토닌 재흡수 억제제(SSRI)

- 파록세틴(Paroxetine) 

- 에스시탈로프람(Escitalopram) 

- 세로토닌-노르에피네프린 재흡수 억제제(SNRI)

- 벤라팍신(Venlafaxine) 

- 둘록세틴(Duloxetine) 

- 벤조디아제핀(Benzodiazepine)

- 알프라졸람(Alprazolam) : FDA에서 유일하게 승인한 벤조디아제핀계열 치료제

- 아자피론(Azapirone)

- 부스피론(Buspirone) 

## 같이 보기
- 정신건강
- 심리요법
- 정신건강의학